# Kölmjärv
Kölmjärv är en sjö i Överkalix kommun i Norrbotten och ingår i Kalixälvens huvudavrinningsområde. Sjön har en area på 0,567 kvadratkilometer och ligger 122,7 meter över havet. Sjön avvattnas av vattendraget Kvarnån.

## Delavrinningsområde
Kölmjärv ingår i det delavrinningsområde (737790-179085) som SMHI kallar för Utloppet av Kölmjärv. Medelhöjden är 131 meter över havet och ytan är 4,93 kvadratkilometer. Räknas de 2 avrinningsområdena uppströms in blir den ackumulerade arean 48,62 kvadratkilometer. Kvarnån som avvattnar avrinningsområdet har biflödesordning 6, vilket innebär att vattnet flödar genom totalt 6 vattendrag innan det når havet efter 143 kilometer. Avrinningsområdet består mestadels av skog (61 procent) och sankmarker (21 procent). Avrinningsområdet har 0,49 kvadratkilometer vattenytor vilket ger det en sjöprocent på 10 procent.